# Parque Urbano Padre Serra
O Parque Urbano Padre Serra localiza-se na na freguesia de Boelhe, concelho de Penafiel, distrito do Porto, em Portugal.

## História
No início do século XX, o largo da Arca era utilizado para a realização das diversas festividades locais, constituindo-se em  ponto de passagem obrigatória para a Igreja Românica, a Igreja Matriz e o Cemitério Paroquial.
Na década de 1990 foram-lhe iniciadas extensas obras de remodelação, que o alargaram.
Posteriormente, em 2004, foram erguidos novos equipamentos, como instalações sanitárias, um lago, fonte luminosa, jardins, passeios e bancos, inaugurados no mesmo ano, na semana das festividades em honra a S. Gens e a Nossa Senhora do Rosário, com a presença das autoridades locais.
Em julho de 2005, os antigos coretos, que remontavam à década de 1950, foram substituidos.
O nome do parque é uma homenagem ao pároco padre Serra, que esteve ao serviço da paróquia por cerca de 40 anos, até à data em que faleceu, a 12 de maio de 1998.